# Sofia Carreira
Sofia Isabel Carreira (20 de junho de 1974) é uma política portuguesa, sendo atualmente deputada pelo Distrito de Leiria, eleita nas listas da Aliança Democrática. Foi ainda Presidente da Junta de Freguesia dos Marrazes entre 2004 e 2009 e coordenadora do Museu da Imagem em Movimento, em Leiria entre 1999 e 2004 e ainda entre 2009 e 2024.
Em 2025 foi anunciada como candidata do Partido Social Democrata à Câmara Municipal de Leiria nas eleições autárquicas desse ano.

## Resultados eleitorais

### Eleições legislativas
| Data | Partido             | Partido                 | Circulo eleitoral | Posição     | Cl.    | Votos          | %              | +/-    | Status | Notas | Ref.  |
| ---- | ------------------- | ----------------------- | ----------------- | ----------- | ------ | -------------- | -------------- | ------ | ------ | ----- | ----- |
| 2024 |                     | AD (PPD/PSD.CDS-PP.PPM) | Leiria            | 3.ª (em 10) | 1.º    | 96 311         | 35,21 / 100,00 |        | Eleita |       | [ 4 ] |
| 2025 | AD (PPD/PSD.CDS-PP) | 3.ª (em 10)             | Leiria            | 1.º         | 98 243 | 37,06 / 100,00 | 1,85           | Eleita |        | [ 5 ] |       |

### Eleições autárquicas

#### Assembleia de Freguesia
| Data | Partido     | Partido | Concelho | Freguesia | Posição     | Cl.   | Votos          | %              | +/-    | Status                           | Notas                                        | Ref.  |
| ---- | ----------- | ------- | -------- | --------- | ----------- | ----- | -------------- | -------------- | ------ | -------------------------------- | -------------------------------------------- | ----- |
| 2001 |             | PPD/PSD | Leiria   | Marrazes  | 2.ª (em 13) | 1.º   | 2 903          | 40,25 / 100,00 |        | Eleita                           | Presidente da Junta de Freguesia (2004–2005) | [ 6 ] |
| 2005 | 1.ª (em 13) | PPD/PSD | Leiria   | Marrazes  | 1.º         | 3 001 | 38,68 / 100,00 | 1,57           | Eleita | Presidente da Junta de Freguesia | [ 7 ]                                        |       |
| 2009 | 1.ª (em 13) | PPD/PSD | Leiria   | Marrazes  | 2.º         | 3 083 | 38,05 / 100,00 | 0,63           | Eleita |                                  | [ 8 ]                                        |       |